# Janet Frame
Janet Frame, född 28 augusti 1924 i Dunedin, död 29 januari 2004 i Dunedin, var en nyzeeländsk författare.

## Biografi
Janet Frame fick 1947 felaktigt diagnosen schizofreni och blev inlagd på mentalsjukhus. Hon tillbringade åtta år på olika psykiatriska kliniker och utsattes för hundratals elchockbehandlingar och var nära att bli lobotomerad.
Frames första novellsamling Lagunen och andra berättelser publicerades 1951. I och med att hennes debutbok fick ett litteraturpris, vilket hennes läkare läste om i tidningen, avvärjdes lobotomiingreppet i sista stund. Hennes självbiografi blev film 1990, som En ängel vid mitt bord och i regi av Jane Campion. Även Sändebud från Spegelstaden har filmatiserats.